# 鈴木智香子
鈴木 智香子（すずき ちかこ、1977年8月12日 - ）は、日本の舞台俳優。劇団青年団所属。他に劇団サラダボール・有限会社レトル所属。以降、数多くの舞台に上がり活躍。

## 人物・経歴
東京都生まれ。
1997年、早稲田大学の劇団「森」を経て、2001年劇団青年団へ入団。主な出演作に、映画では2005年「あおげば尊し」、2006年「松ヶ根乱射事件」、2008年「東京人間喜劇」。
その他配信番組「お花畑のまり子」（ネットシネマ・ゴールデンエッグ）「マーチ～街にまつわる演劇と音楽のライブ」（2017）など。
舞台は2005年『御前会議』、2004年『紛れて誰を言え』、『東京ノート』『桜の園』『「Kyotonomatopee』『火宅か修羅か』子ども参加型演劇『サンタクロース会議』『スネークさん』2002年「東京ノート」、2006年「ソウル市民 昭和望郷編」、2010年元祖演劇乃素いき座『出かける』、 『止まらずの国』、2012年『サトウヒロシ』2014年「忠臣蔵・OL編」、「ILLUSION」、2015年「冒険王」、2016年「Kinosakinomatopee キノサキノマトペ」「草の家」（TOON戯曲賞2018大賞受賞）2018年「ホエイ-スマートコミュニティアンドメンタルヘルスケア」　2018年「日本文学盛衰史」（第22回鶴屋南北戯曲賞受賞作品）2019年「隣にいても一人」2017年のリクウズルーム×努力クラブ「飾」プロジェクト「Are you wearing the clothes?」
など。